# San Antonio, Tapalapa
San Antonio är en ort i Mexiko.   Den ligger i kommunen Tapalapa och delstaten Chiapas, i den sydöstra delen av landet, 700 km öster om huvudstaden Mexico City. San Antonio ligger 1 444 meter över havet och antalet invånare är 213.
Terrängen runt San Antonio är kuperad åt nordväst, men åt sydost är den bergig. Runt San Antonio är det ganska tätbefolkat, med 104 invånare per kvadratkilometer. Närmaste större samhälle är Pueblo Nuevo Jolistahuacan, 19,6 km öster om San Antonio. I omgivningarna runt San Antonio växer i huvudsak städsegrön lövskog.